# Товариство прихильників освіти
Товариство прихильників освіти — товариство, засноване в 1927 році у Львові з ініціативи НТШ для допомоги потребуючим українським студентам вищих шкіл. У 1934 році було закрите польською владою. Товариство опікувалося Академічним домом у Львові, допомагало їдальні, видавало позики і допомагало студентам тощо.
Голови: Володимир Децикевич (1927—1933), Олександр Кульчицький (1933—1934).